# ハルキス (ゲーム)
『ハルキス』は、戯画より2015年1月30日に発売されたPC用18禁恋愛アドベンチャーゲーム。副題は「When did you know your true heart?」。『ホチキス』、『キスベル』、『キスアト』に次ぐ「キス」シリーズ4作目である。
家庭用ゲーム機向けとして、エンターグラムよりPlayStation 4/Nintendo Switch版が2023年1月26日に発売された。

## ストーリー
ある日、瀬戸 修司はやむを得ない理由で、同級生・八住 伊月と付き合っているという嘘をついてしまう。伊月と偽りの恋愛生活を送る中、彼の義妹であるこのみ、元恋人・兵藤 天音らが登場したこともあり、二人の関係は変化を見せていった。

## 登場人物

### 主人公
瀬戸 修司（せと しゅうじ）
本作の主人公。
母親を亡くしたのち、義母・撫子との会話の仕方がわからず関係が改善しなかった上、下宿先で遊び呆けたため進級が危うくなり、いとこである白石姉妹の家に居候したという経緯を持つ。

### メインヒロイン
八住 伊月（やすみ いつき）
声 - 有栖川みや美
学園の有名人である女子生徒。たちの悪い上級生にからまれていたところを修司に助けられて以来、周囲から二人が付き合っているといううわさが流れた。異性にもてていた分その状況をうっとうしく思っていたため、修司と付き合っているふりを続けた一方、修司に対しては恩返しとして献身的な態度をとった。
白石 葵（しらいし あおい）
声 - 真中海
修司のいとこ。出不精で、他者との交流は苦手。その一方、家ではだらしない生活を送っており、下着姿で部屋をうろつくこともある。
瀬戸 このみ(せと このみ)
声 - 杏花
主人公の義妹で、父の再婚相手の連れ子。 実母と義兄との不仲に心を痛めていた。
兵藤 天音（ひょうどう あまね）
声 - あじ秋刀魚
修司の通う柔道場の道場主の娘。かつては修司と付き合っていたが、関係が冷えていき、周囲からはもう別れたと思われている。美人だが、誰に対しても毒舌を吐くためあまり人気はない。

### サブキャラクター
瀬戸 撫子（せと なでしこ）
声 - 緒田マリ
修司の父親の再婚相手で、このみの母親。不器用だが情け深い。修司の実母とも面識があった。
白石 ツバメ（しらいし つばめ）
声 - 真宮琴
葵の姉。すでに社会に出て映像制作会社で働いている。モデル業へのスカウトが来るほどの美貌の持ち主だが、家では寝てばかりいる。
冬木 しのぶ（ふゆき しのぶ）
声 - 香山いちご
伊月の親友で、伊月と修司が付き合っていると誤解し、うわさを流した張本人。
日比野 浩一（ひびの こういち）
声 - 小池竹蔵
修司の親友。修司の家庭の事情に関してはあまりよく知らないながらも、彼を受け入れている。実家は医者だが、本人は家業を継ぐことは考えていない。

## 制作
ディレクターのkousuiは作品のコンセプトに沿ったヒロインのデザインに苦労したと伊月役の有栖川みや美のブログ記事に寄せたコメントの中で振り返っており、とりわけ伊月の髪形に関してはデザインがなかなか決まらなかったと述べている。一方、伊月役の声優はすぐに有栖川みや美に決まった。有栖川本人は初回の収録に際し、スポーツ少女らしい部分について指示があり、サバサバした感じやさわやかな感じなどを意識しながら演じたと自身のブログ記事の中で振り返っている。

## スタッフ
- キャラクターデザイン・原画 - marui、みことあけみ
- サブキャラクターデザイン・原画 - sue
- シナリオ - 森崎亮人
- ビジュアルチーフ・立ちグラフィック彩色 - 一之江潤（有限会社スタジオナレッジ）
- イベントCGキャラクター彩色 - 一之江潤（有限会社スタジオナレッジ）、Yoh、盤双六、せんや、紅雲、えてか、雨乃小箱、ペス、mia、CHUEMON、水瀬芹香、ひろ☆、yho
- 背景 - Y.M
- イベントCG背景制作 - Y.M、たけまうす、サイキライダー、NK
- システムグラフィック - 火鉢いろり（KOME WORKS）
- グラフィックデータ作成 - kousui、プッシュ☆ナルカミー
- BGM - 羽鳥風画
- CVコーディネート&ディレクション - Studio Blue Clef
- ムービー制作 - 神月社[Mju:z]、B.J[Mju:z]
- ロゴデザイン - 木緒なち（KOME WORKS）
- Webサイト制作 - 火鉢いろり（KOME WORKS）
- プログラム - ハル
- スクリプト - 飛田翔（iMel株式会社）、しお（iMel株式会社）、沖田かず（iMel株式会社）
- デバッグ - 大地こねこ、といき、ちくわぶ
- サブディレクション - プッシュ☆ナルカミー、石田なお、しゃちょー
- ディレクション - kousui[2]

## 主題歌
主題歌「True Distance」
作詞 - RUCCA / 作編曲 - 岩橋星実 (Elements Garden) / 歌 - 新田恵海
エンディングテーマ「Close to you…」
作詞 - 森永桐子 / 作編曲 - 羽鳥風画 / 歌 - 安田みずほ
イメージソング「4 Seasons」
作詞 - RUCCA / 作編曲 - 喜多智弘 (Elements Garden) / 歌 - 佐咲紗花

## 関連商品
- 初回特典 オリジナルサウンドトラック「Spring Breeze」

| #         | タイトル                          | 作詞      | 作曲                        | 時間 |
| --------- | --------------------------------- | --------- | --------------------------- | ---- |
| 1.        | 「True Distance」(歌：新田恵海)   |           | 岩橋星実（Elements Garden） | 3:32 |
| 2.        | 「優しい風」                      |           | 羽鳥風画                    | 2:00 |
| 3.        | 「共に歩く道」                    |           | 羽鳥風画                    | 1:54 |
| 4.        | 「笑顔」                          |           | 羽鳥風画                    | 1:52 |
| 5.        | 「放課後のフライハイト」          |           | 羽鳥風画                    | 2:06 |
| 6.        | 「喧騒を忘れて」                  |           | 羽鳥風画                    | 1:51 |
| 7.        | 「それは突然に」                  |           | 羽鳥風画                    | 1:47 |
| 8.        | 「変わらないもの」                |           | 羽鳥風画                    | 1:51 |
| 9.        | 「木漏れ日がいっぱい」            |           | 羽鳥風画                    | 1:51 |
| 10.       | 「彼女のセオリー」                |           | 羽鳥風画                    | 1:46 |
| 11.       | 「4 Seasons」(歌：佐咲紗花)       |           | 喜多智弘（Elements Garden） | 4:18 |
| 12.       | 「君の滝れたコーヒー」            |           | 羽鳥風画                    | 2:02 |
| 13.       | 「ドタバタ行進曲」                |           | 羽鳥風画                    | 1:41 |
| 14.       | 「え、なんだって?」               |           | 羽鳥風画                    | 1:55 |
| 15.       | 「コントラスト」                  |           | 羽鳥風画                    | 2:02 |
| 16.       | 「刻まれた想い」                  |           | 羽鳥風画                    | 1:56 |
| 17.       | 「刺し貫かれた心」                |           | 羽鳥風画                    | 2:03 |
| 18.       | 「今この一瞬だけを掴むため」      |           | 羽鳥風画                    | 1:56 |
| 19.       | 「辿り着いたよ」                  |           | 羽鳥風画                    | 1:49 |
| 20.       | 「温もりに漂う」                  |           | 羽鳥風画                    | 1:46 |
| 21.       | 「重なる鼓動」                    |           | 羽鳥風画                    | 1:57 |
| 22.       | 「あの目見た夢は…」               |           | 羽鳥風画                    | 2:00 |
| 23.       | 「Close to you…」(歌：安田みずほ) |           | 羽鳥風画                    | 5:04 |
| 24.       | 「Jingle No.1」                   |           | 羽鳥風画                    | 0:15 |
| 25.       | 「Jingle No.2」                   |           | 羽鳥風画                    | 0:17 |
| 合計時間: | 合計時間:                         | 合計時間: | 51:31                       |      |